# Peeter Saul

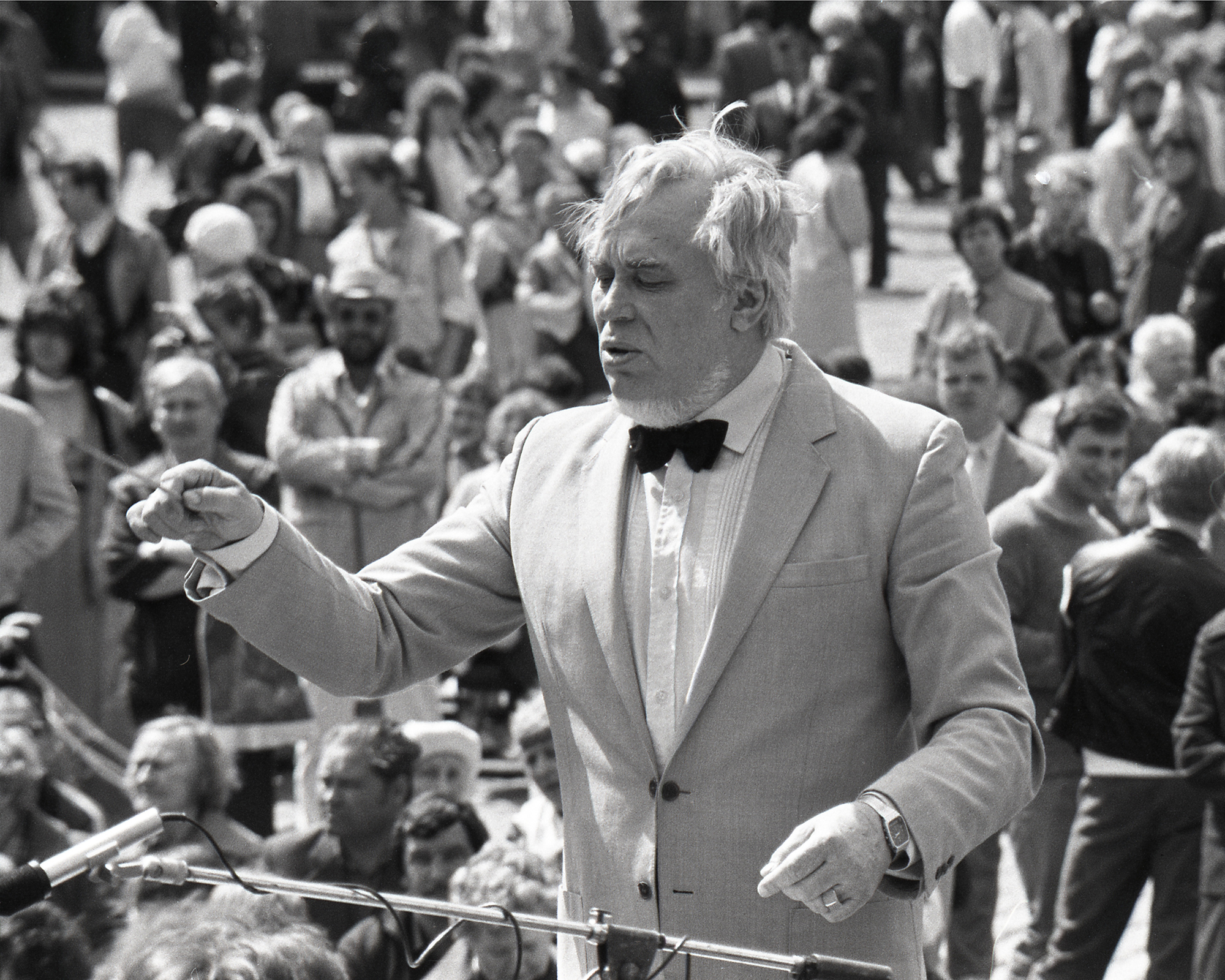
Peeter Saul, 1987

Peeter Saul (* 26. Januar 1932 in Tallinn; † 2. Juli 2014 ebenda) war ein estnischer Dirigent, Pianist und Arrangeur.

## Leben und Musik

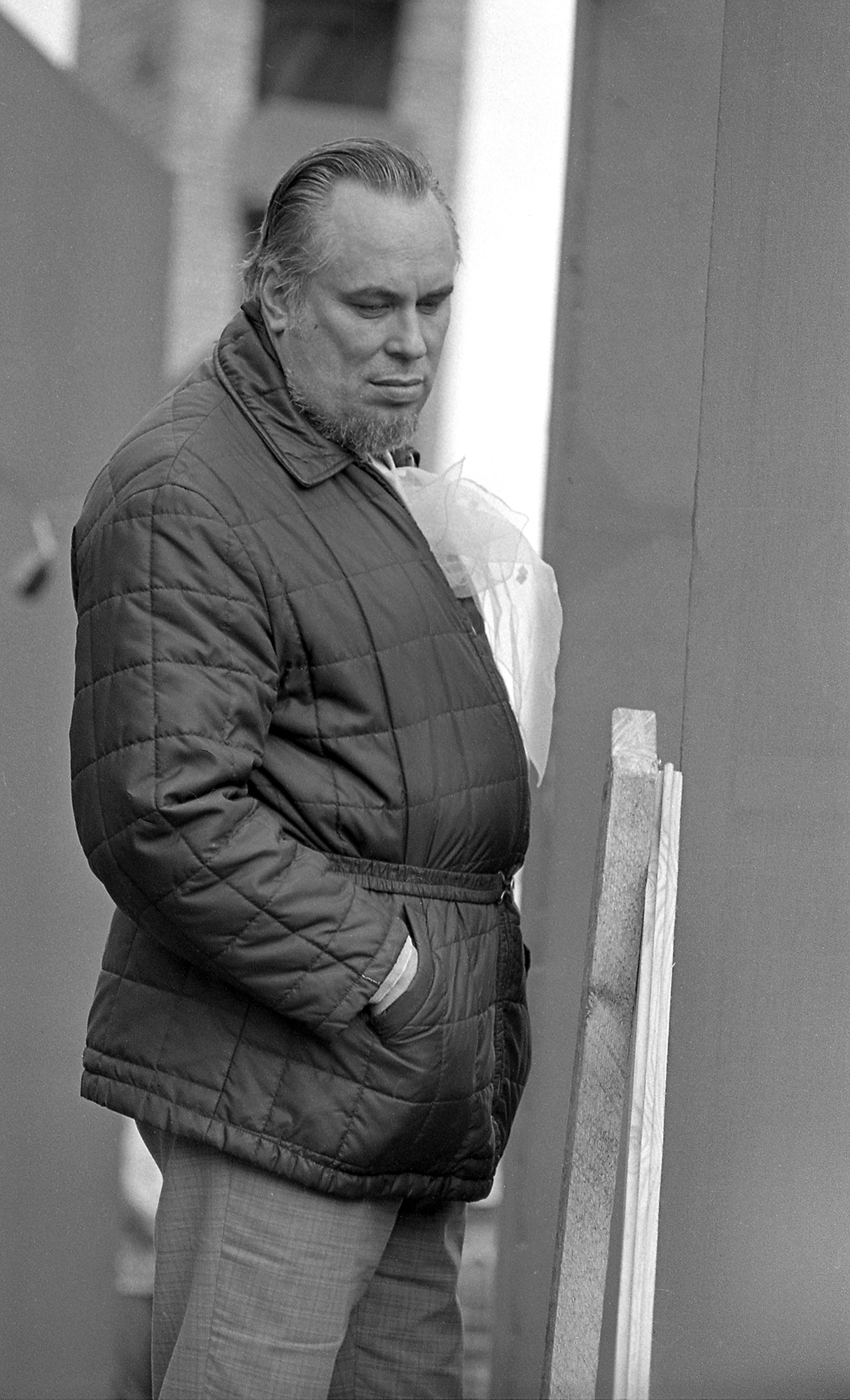
Peeter Saul (1974)

Peeter Saul wurde als Sohn der estnischen Dirigentin Linda Saul (1907–1997) und des Geigenlehrers Voldemar Saul in der estnischen Hauptstadt geboren. Sein Vater spielte Violine im estnischen Radiosinfonieorchester.
In seiner Jugend trat Saul als bekannter Boxer hervor. Er brachte es bis zur estnischen Meisterschaft.
Von 1957 bis 1961 studierte Saul Klavier am Staatlichen Tallinner Konservatorium bei Bruno Lukk (1909–1991). 1970 schloss er dort das Fach Dirigieren ab. Er bildete sich anschließend am Konservatorium in Leningrad fort.
Von 1960 bis 1964 dirigierte er das Staatliche Philharmonische Orchester der Estnischen SSR. Von 1964 bis 1998 war Peeter Saul (Chef-)Dirigent des Bühnenorchesters (Unterhaltungsorchester) des Estnischen Rundfunks.
Daneben dirigierte er Sinfonieorchester und zahlreiche Operettenaufführungen. Er trat selbst in einigen Bands auf, unter anderem als Jazzpianist.
Saul starb 2014 nach längerer Krankheit im Alter von 82 Jahren in Tallinn.

## Privatleben
Peeter Saul war der ältere Bruder des Schauspielers und Regisseurs Jaan Saul (1936–1966). Seine zweite Ehefrau war die estnische Mezzosopranistin Heli Lääts (1932–2018).
Peeter Saul wurde Vater zweier Söhne: des estnischen Mathematikers und Politikers Peeter Lorents (* 1951) aus erster sowie von Kaarel Saul aus zweiter Ehe.